# Milano Koenders
Milano Koenders (* 31. Juli 1986 in Amsterdam) ist ein niederländischer Fußballspieler.

## Karriere

### Verein
Koenders war im Jugendinternat von Ajax Amsterdam, ehe er zu RKC Waalwijk wechselte. In der Saison 2006/07 gab Koenders dort sein Profidebüt. Am 15. September 2006 vertrat er im Spiel gegen ADO Den Haag das erste Mal die Vereinsfarben des RKCW. Weitere Einsätze sollten folgen und er schaffte es gleich in seiner ersten Spielzeit zu überzeugen. Durch seine Leistungen wurden die holländischen Top-Teams auf den Verteidiger aufmerksam. Im Sommer 2007 sicherte sich dann schließlich der AZ Alkmaar die Dienste Koenders. Er erhielt einen Fünf-Jahres-Vertrag.
In den ersten beiden Jahren bei AZ schaffte es der Defensivspieler nicht sich durchzusetzen. Aus diesem Grund wurde er in der Rückrunde der Saison 2008/09 an Ligakonkurrent NEC Nijmegen ausgeliehen. In der Rückrunde 2009/10 spielte er für Sparta Rotterdam, ehe er für die Spielzeit 2010/11 an NAC Breda ausgeliehen wurde. Auch für die Saison 2011/12 konnte ihm AZ keine Perspektive bieten, so dass er für eine weitere Saison nach Breda ausgeliehen wurde. Zur Saison 2012/13 wechselte Koenders zu Heracles Almelo.

### Nationalmannschaft
Am 16. November 2006 bestritt er sein erstes Spiel für die U-21 der Niederlande gegen die Auswahl Englands. 2009 wurde er in den Kader der U21 für das Turnier von Toulon berufen.